# Neuilly-en-Dun
Neuilly-en-Dun – miejscowość i gmina we Francji, w Regionie Centralnym, w departamencie Cher.
Według danych na rok 1990 gminę zamieszkiwało 277 osób, a gęstość zaludnienia wynosiła 9 osób/km² (wśród 1842 gmin Regionu Centralnego Neuilly-en-Dun plasuje się na 864. miejscu pod względem liczby ludności, natomiast pod względem powierzchni na miejscu 331.).